# 沈弘道
沈弘道（1487年—？），字伯充，號沖穆，浙江紹興府會稽縣人，民籍，明朝政治人物。

## 生平
正德二年（1507年）丁卯科浙江鄉試第四十五名舉人，十二年（1517年）中式丁丑科會試第十四名，二甲第六十七名進士。吏部觀政，授刑部主事，改南京刑部主事，升福建按察司僉事。

## 家族
曾祖沈輈；祖父沈淮；父沈炳，訓導。母丁氏。慈侍下。弟沈弘德、沈弘恭。